# Lasianthus brevipes
Lasianthus brevipes är en måreväxtart som beskrevs av Theodoric Valeton. Lasianthus brevipes ingår i släktet Lasianthus och familjen måreväxter. Inga underarter finns listade i Catalogue of Life.